# Адирондак (камень)

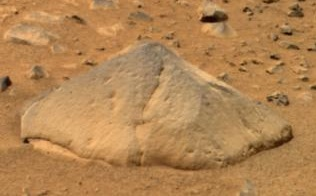
Камень Адирондак в естественных цветах

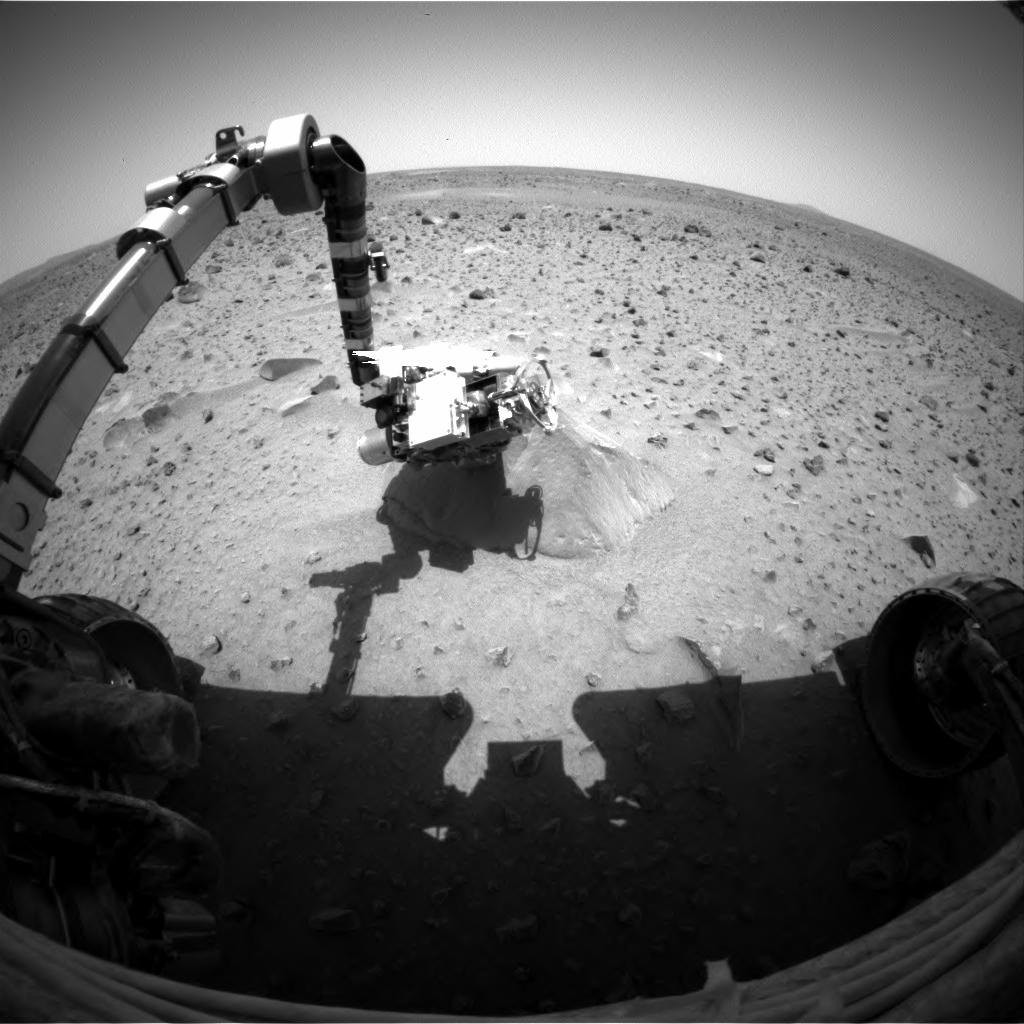
Камень Адирондак, изучаемый манипулятором марсохода Спирит на 30 сол (марсианские сутки)

Адирондак (англ. Adirondack) — камень размером с футбольный мяч, найденный марсоходом Спирит 18 января 2004 года.
Примерные координаты центра — 14°36′ ю. ш. 175°30′ в. д. / 14,6° ю. ш. 175,5° в. д.. Адирондак стал первым камнем на счету Спирита, который был тщательно изучен всеми его научными инструментами. Спирит начал изучение Адирондака сразу после завершения исследования камня «Сашими», который был менее длинным и более плоским. Спирит преодолевал песчаную местность в кратере Гусева, прежде чем добрался к камню 18 января 2004 года, всего через три дня после того, как успешно сошёл с посадочного модуля. Камень назван в честь горы Адирондак в штате Нью-Йорк из-за схожести по форме.
Название «Адирондак» является английской версией у индейцев Мохоки ratirontaks, что означает «они едят деревья», уничижительное название, которое у индейцев Мохоки исторически применялось к племенам, говорящим на алгонквинском языке и проживавших в горах Адирондак; когда не хватало пищи, алгонквины поедали почки и кору деревьев.

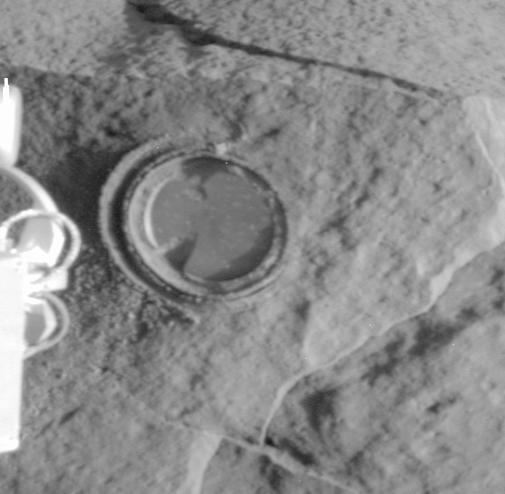
Углубление в камне Адирондак, проделанное при помощи шлифовального станка Rock Abrasion Tool (RAT)

Камень был выбран в качестве первой цели, потому что его внешняя выступающая часть была слабо покрыта пылью, а его плоская поверхность идеально подходила для шлифования инструментом Rock Abrasion Tool (RAT). Очистка поверхности от пыли также способствовала получению более точных анализов. Спирит передал микроскопические изображения камня, а также показания мессбауэровского спектрометра накануне системных и коммуникационных проблем, произошедших 22 января 2004 года. Оба инструмента идеально подходят для исследования камней на другой планете. Микроскопические снимки указывают на то, что Адирондак имеет твёрдую, кристаллическую структуру. Анализ Адирондака, проведённый в электромагнитном спектре, показывает, что камень, в основном, состоит из оливина, пироксенов и магнетита — обычный состав вулканических базальтовых пород на Земле.
Адирондак по составу был аналогичен другим камням, находящимся в этой области. Научные инструменты Спирита определили, что Адирондак и другие камни в этой области состоят из пироксенов, оливина, плагиоклазы и магнетита. Камни могут быть классифицированы по-разному. Типы содержащихся минералов и их концентрация может определить камень, состоящий из примитивного базальта. Камни, похожие на древние земные базальтовые породы, называются коматиитами. Камни на равнине также напоминают базальтовые метеориты типа shergottites, которые, как известно, прилетели с Марса. Одна из систем классификации камней сравнивает концентрацию щелочных элементов, а также количество оксида кремния на графике; судя по этой системе, камни на равнинах кратера Гусева лежат неподалёку от застывших потоков базальта, пикрита и тепхита. Состав Адирондака был слегка изменён, вероятно, тонкой плёнкой воды, потому что она мягче и содержит вены светлого материала, который может быть соединениями брома, а также чьим-то покрытием или коркой. Считается, что небольшое количество воды, возможно, просачивалось в трещины, вызывая при этом процессы минерализации. Покрытие на камнях и равнинах, возможно, сформировалось, когда камни были погребены под почвой и взаимодействовали с тонкими плёнками воды и пыли. Одним из признаков того, что камни были подвержены изменениям, является то, что они легче поддаются измельчению, чем аналогичные типы камней найденные на Земле.